# What? (filme)
O que? (Che?, também, variadamente, intitulado Quoi?, Was?, Que? e Diário de Sonhos Proibidos) é um filme de comédia escrito e dirigido por Roman Polanski em 1972, estrelado por Marcello Mastroianni, Sydne Rome e Hugh Griffith.

## Enredo
Acontece em uma cidade costeira sem nome na Itália, o filme conta a história de uma garota Americana, Nancy (Sydne Rome) que,se abriga em uma casa repleta de estranhos hóspedes. Lá, ela entra em um relacionamento com um ex-cafetão, Alex (Marcello Mastroianni).

## Elenco
- Marcello Mastroianni como Alex
- Sydne Rome como Nancy
- Hugh Griffith como Joseph Noblart
- Guido Alberti como Sacerdote
- Gianfranco Piacentini como Tony
- Carlo Delle Piane como Jovens Oaf #1 no Carro
- Mario Bussolino como Jovens Oaf #2 no Carro
- Henning Schlüter como Catone
- Christiane Barry como Cômoda
- Pietro Tordi como Homem-Servo
- Nerina Montagnani como Camareira
- Mogens von Gadow como o alemão
- Dieter Hallervorden como o alemão
- Elisabeth Witte como Bebê
- João Karlsen como Edward
- Roger Middleton como Jimmy (uncredited)
- Roman Polanski como Mosquito (uncredited)

## Produção
O filme foi filmado em Amalfi, Itália, em uma casa de propriedade o produtor Carlo Ponti. Algumas das acções foi improvisada.